# Route 60 (Manitoba)
La Route 60 (PTH 60) est une route provinciale du Manitoba. Elle relie la route 10 à la route 6. La majeure partie de son tracé est adjacent à la rive nord du Lac Winnipegosis.

## Description du tracé
La route 60 débute à une intersection avec la route 10 à quelques kilomètres au nord du Parc provincial d'Overflowing River. Elle se dirige vers le sud-est dans une région boisée isolée sur plusieurs kilomètres avant de longer la rive du Lac Winnipegosis et de traverser l'isthme entre ce dernier et le Lac des Cèdres. La route entre alors dans la Nation crie de Chemawawin. Elle quitte ensuite la rive du lac ainsi que la Nation de Chemawawin en se dirigeant vers l'est dans une région isolée constituée de forêts et de lacs. Elle rencontre la route 6 au sud de Grand Rapids.

## Intersections majeures
| Comté  | Ville                     | km     | Destinations                 | Notes                     |
| ------ | ------------------------- | ------ | ---------------------------- | ------------------------- |
| No. 21 |                           | 0,00   | PTH-10 – Swan River, Le Pas  |                           |
| No. 19 | Nation crie de Chemawawin | 108,60 | PR 327 nord – Easterville    | Terminus sud de la PR 327 |
| No. 19 |                           | 152,00 | PTH-6 – Grand Rapids, Ashern |                           |
|        |                           |        |                              |                           |